# Museum Campus

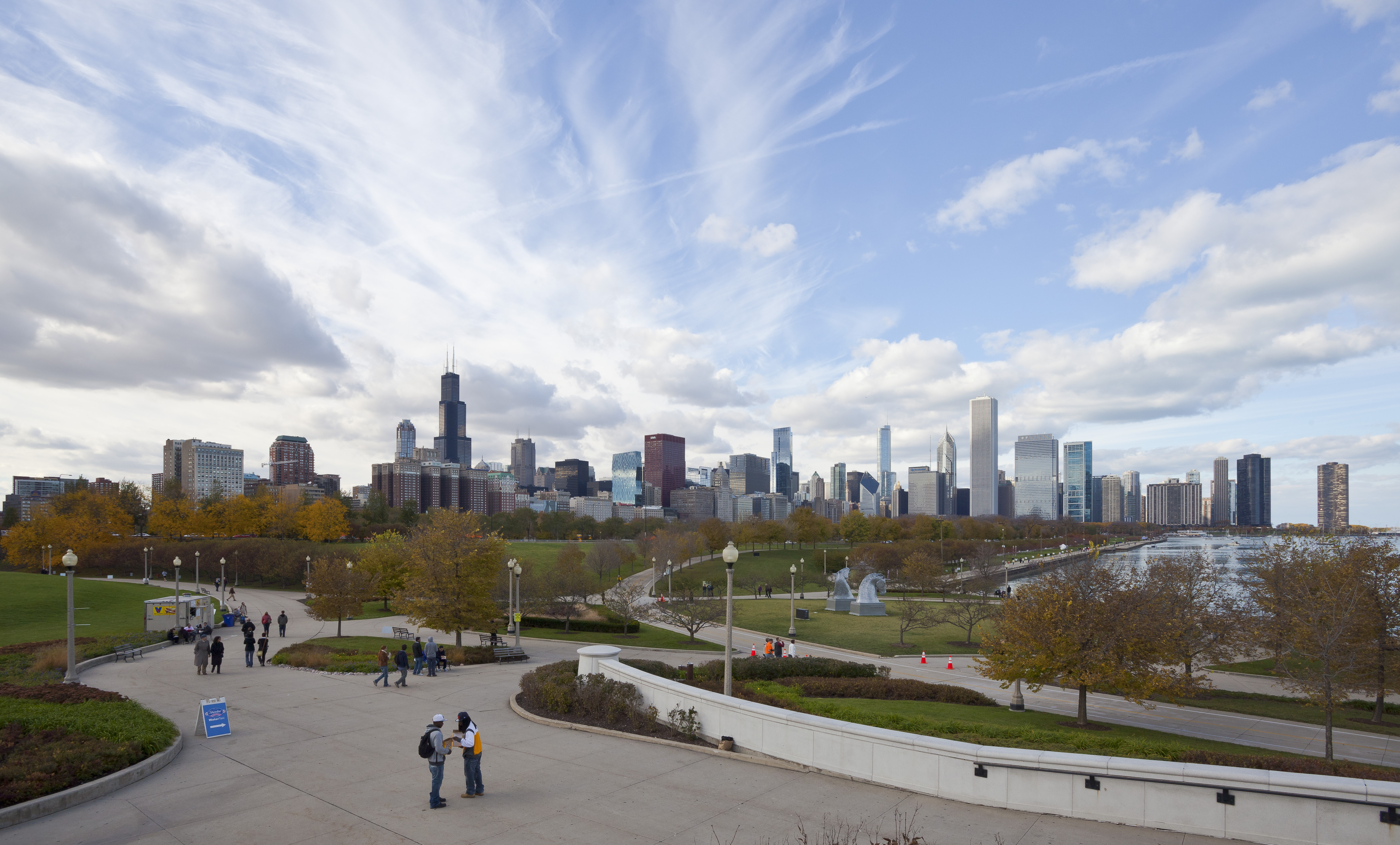
Panorama de Downtown Chicago depuis les promenades du Museum Campus.

Museum Campus (en français : « Campus des musées ») est un parc d'environ 23 hectares situé dans le coin sud-est de Grant Park, en bordure de la voie rapide de Lake Shore Drive et du lac Michigan, dans le secteur de Near South Side à Chicago (Illinois). Il entoure trois des musées les plus remarquables de la ville, tous dédiés aux sciences naturelles : l'Adler Planetarium, l'aquarium John G. Shedd et le musée Field d'Histoire Naturelle.

## Description
L'emplacement sur lequel se trouve aujourd'hui le Museum Campus constituait autrefois la partie nord de Burnham Park, un parc d'environ 2,42 km2 qui s'étend tout en longueur en bordure du lac Michigan, entre Jackson Park et Grant Park. Lors des travaux d'aménagements du site en 1997, les autorités municipales décidèrent de rattacher le futur « parc des musées » au Grant Park et constitue depuis le coin sud-est de ce dernier. 
Le Museum Campus a été créé par le Chicago Park District dans le but de transformer le cadre de ces trois institutions en un vaste parc boisé aménagé en promenade. Ces trois musées de Chicago figurent parmi les plus importantes attractivités culturelles de la ville. Le Museum Campus est parsemé d'arbres, d’arbustes et d'une grande richesse florale. Il comporte également des pistes de jogging et des allées pour les promeneurs ainsi qu'un certain nombre de grands monuments et statues en bronze commémorant Kościuszko, Havlicek et Nicolas Copernic, dont la dernière statue est une réplique d'un célèbre travail datant du XIXe siècle par le sculpteur danois Bertel Thorvaldsen.
Le Museum Campus a été inauguré le 4 juin 1998, quand les voies en direction du nord sur Lake Shore Drive ont été déplacées à l'ouest de Soldier Field suivant ainsi l'itinéraire des voies en direction sud de l'autoroute. En supprimant la chaussée, qui divisait le domaine, le Museum Campus a été transformé en un espace vert pour le plaisir des touristes et des résidents de Chicago.

## Galerie d'images

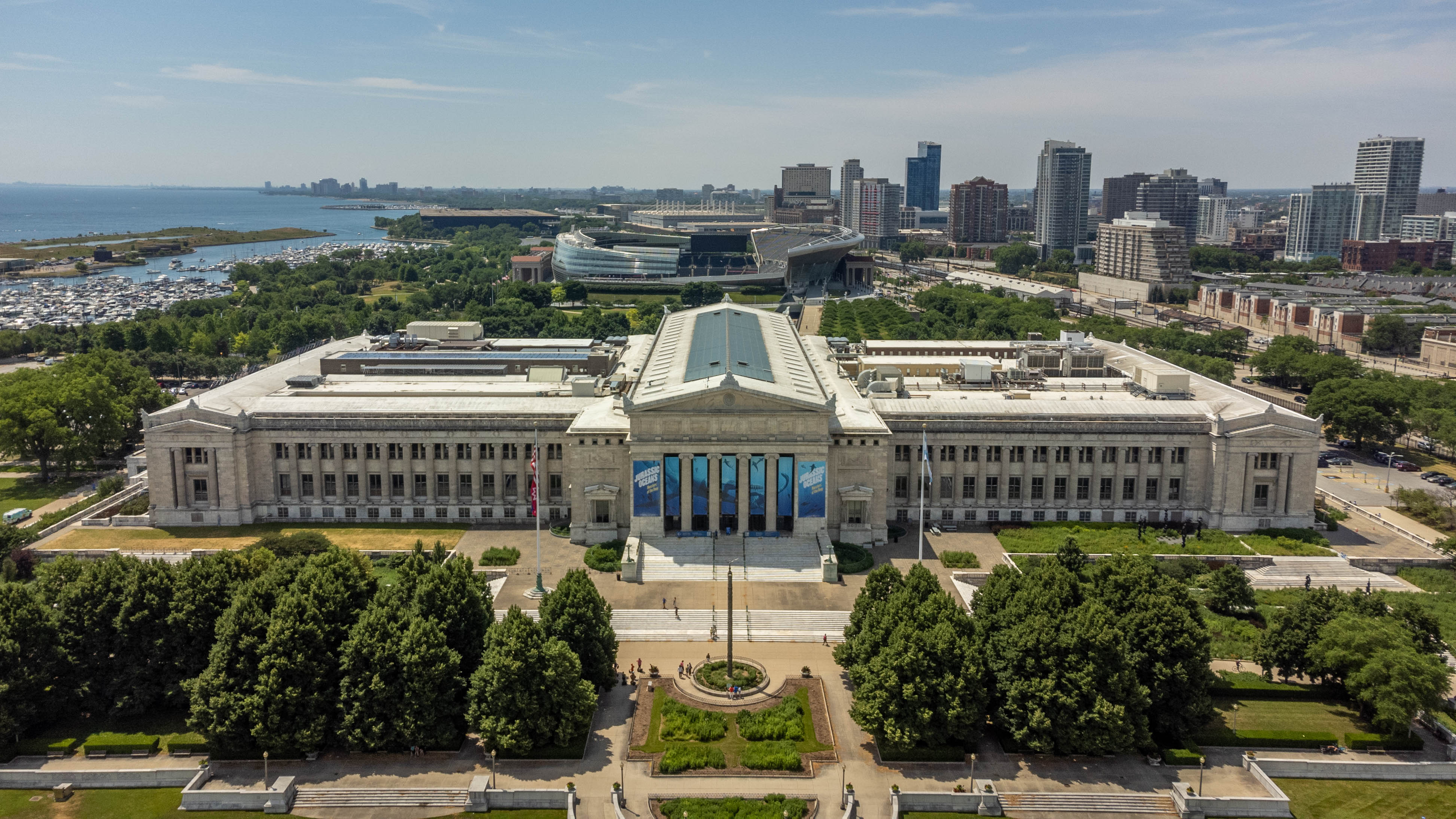
Musée Field d'Histoire Naturelle.
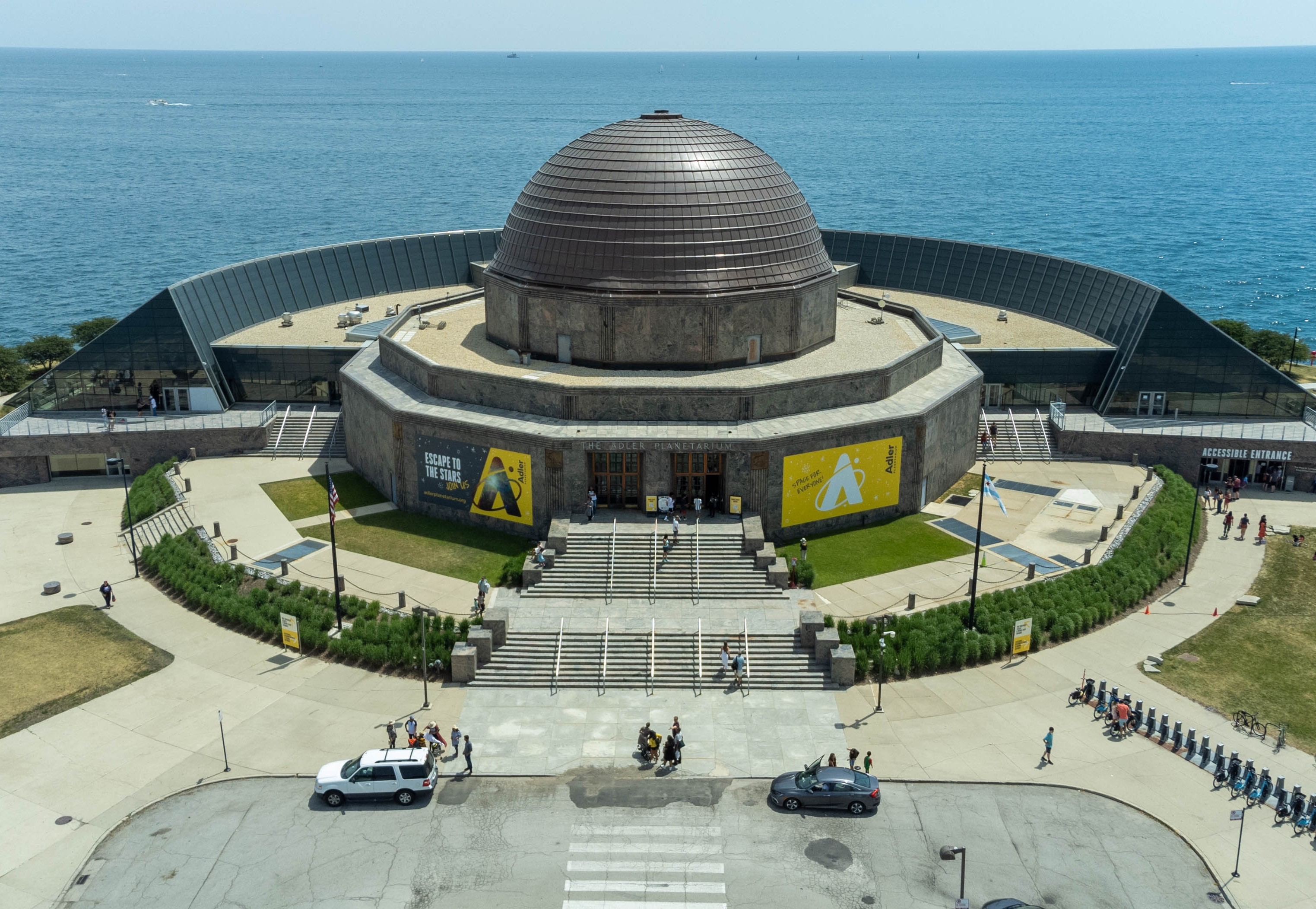
Adler Planetarium.
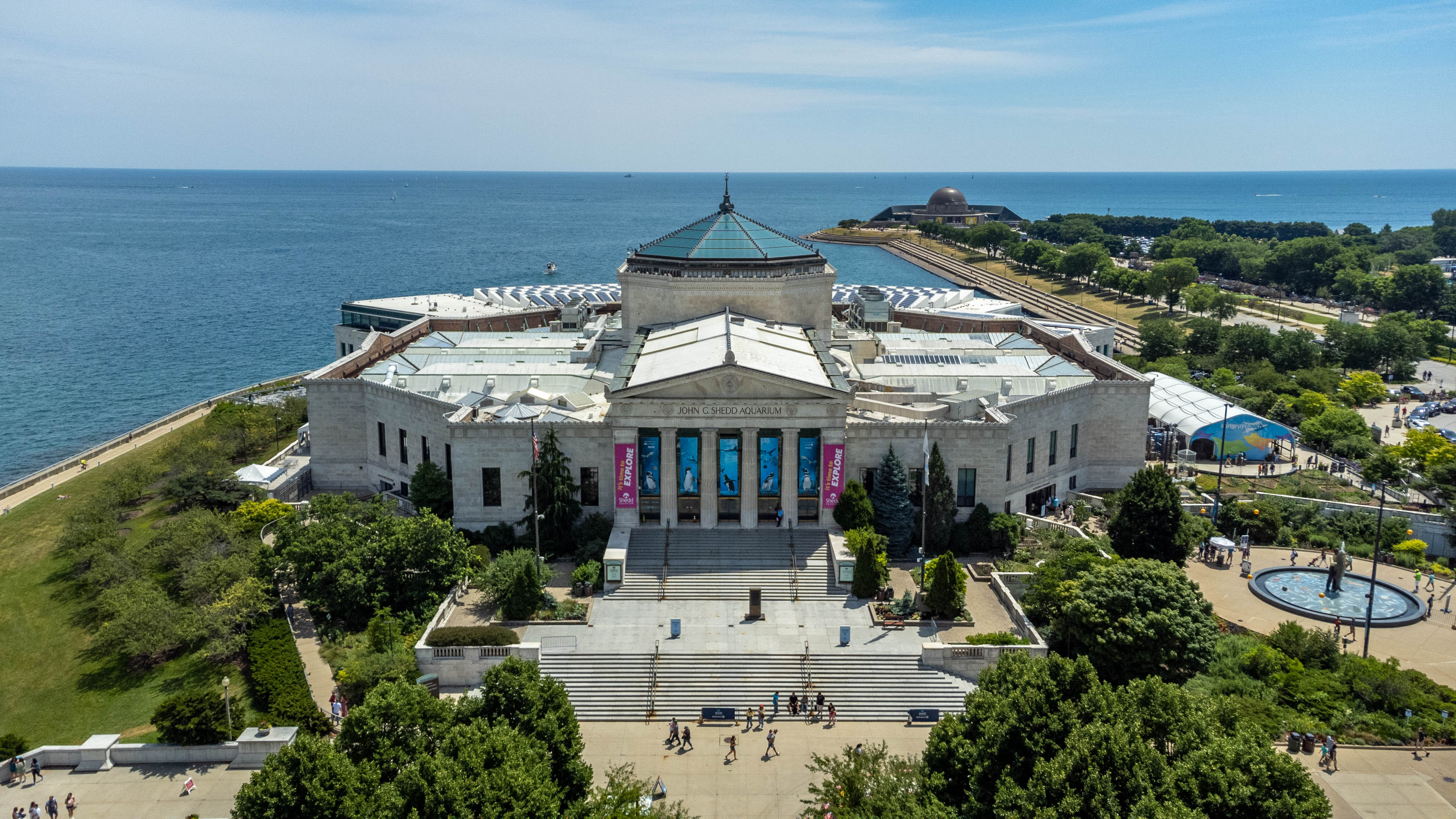
Aquarium John G. Shedd.
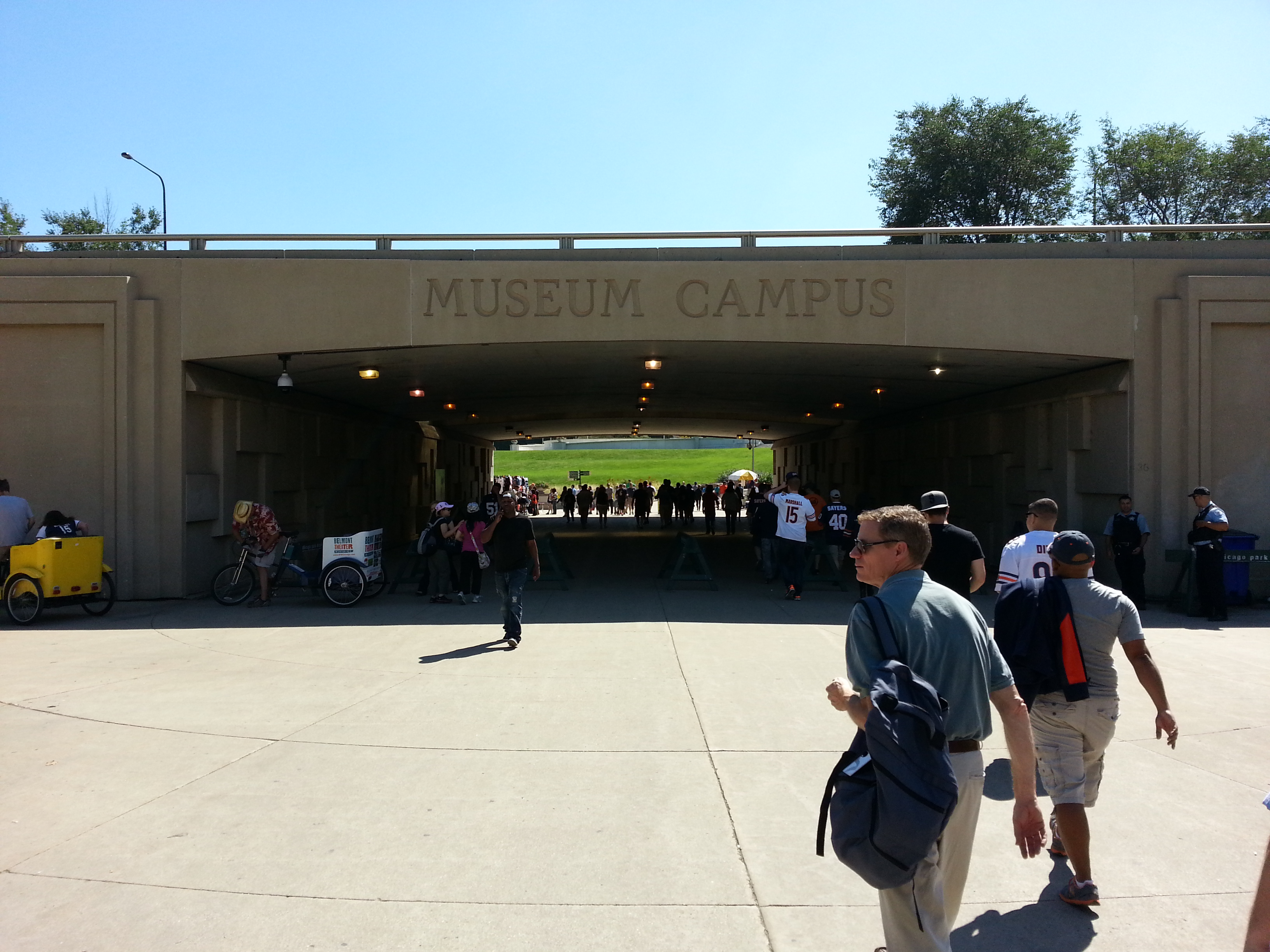
Tunnel piétonnier faisant la liaison entre Grant Park et le Campus.